# Polk Township (comté de Dade, Missouri)
Pour les articles homonymes, voir Polk Township et Polk.
Polk Township est un township  du comté de Dade dans le Missouri, aux États-Unis,.
Il est baptisé en référence à James K. Polk, 11e président des États-Unis.

## Source de la traduction
- (en) Cet article est partiellement ou en totalité issu de l’article de Wikipédia en anglais intitulé « Polk Township, Dade County, Missouri » (voir la liste des auteurs).